# Werbegrafiker

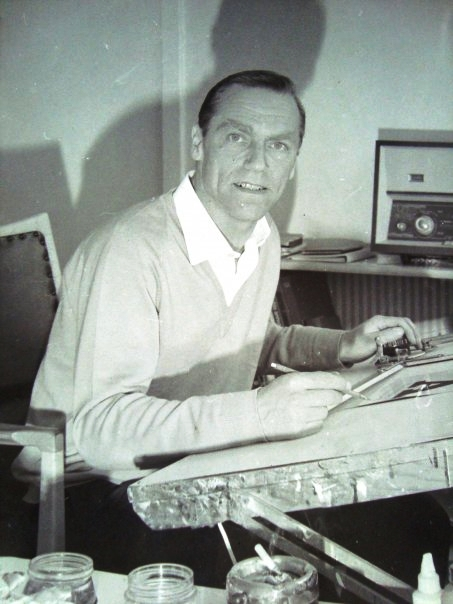
Ein Werbegrafiker in den 1960er Jahren bei seiner Arbeit (Selbstporträt Heinz Traimer).

Der Beruf des Werbegrafikers beinhaltet kreative Entwürfe und Design für Zwecke der Werbung in Produktion und Dienstleistung. Er schafft die technisch-gestalterischen Voraussetzungen zur Herstellung jeglicher Werbemittel und stellt die visuelle Kommunikation her, eine Informationsschiene zum Käufer bzw. Verbraucher.
Voraussetzungen sind neben grafischem und künstlerisch-handwerklichem Talent vor allem Ideenreichtum und schöpferische Fähigkeiten. Werbegrafik und Design sollen durch visuelle Signale über Vorteile und Nutzen der angebotenen Waren und Dienstleistungen informieren und meist auch bedarfsweckende Botschaften vermitteln.
Der Arbeitsbereich reicht von der Beratung des Anbieters über den Entwurf bis zur grafischen Gestaltung des Werbemittels und der Kontrolle der Druckerzeugnisse. Seit etwa 20 Jahren inkludiert sie auch diverse Vor- und Nebenarbeiten mittels elektronischer und fototechnischer Hilfsmittel. Die Arbeit erfolgt im eigenen Atelier oder in der Werbeabteilung des jeweiligen Unternehmens.
Zu der täglichen Arbeit des Grafikdesigners (heute: Kommunikationsdesigners) gehört im Wesentlichen die Erstellung von Printprodukten, Layout, Drucksatz, Illustration, Konzeption und Entwurf, Typografie, Fotografie, Zeichnen, Desktop-Publishing, Animation, Druckvorstufe, Webdesign, Modellbau, Verpackung, Rastersysteme.
Häufig haben Grafiker Zugangsberufe im EDV-Bereich oder ein Kunststudium. Die Hochschulausbildung zum Dipl.-Grafiker ist ebenfalls möglich und bietet eine Spezialisierung z. B. im Produktdesign, der Gebrauchsgrafik oder Computerspiel-Design.
Der Grafik-Designer arbeitet heute fast vollständig an Computer basierender Gestaltung. Die Ausbildung ist nicht einheitlich, zwar gibt es Grafik-Design an verschiedenen Fachhochschulen und Hochschulen als Studiengang (Abschluss Diplom), doch ist der Begriff „Designer“ nicht geschützt. So entstanden in den letzten Jahren eine Vielzahl von öffentlichen und privaten Schulen die eine „Designer-Ausbildung“ anbieten, viele davon auch im grafischen Bereich, weshalb diese Absolventen sich teilweise auch als Grafiker verstehen.